# Rolando Villazón
Emilio Rolando Villazón Mauleón (* 22. února 1972 v Ciudad de México) je mexický a francouzský operní pěvec (tenor).

## Život
Villazón pochází z Mexika. Nyní však žije ve Francii a v roce 2007 získal francouzské občanství. Do světa hudby ho uvedl barytonista Arturo Niet, se kterým se Villazón seznámil v roce 1990. V roce 1998 Villazón získal místo v Pittsburské opeře pro mladé umělce, kde se objevil ve inscenacích I Capuleti ed I Montecchi, Lucia di Lammermoor a Vanessa od Samuela Barbera. Známým se stal, když v roce 1999 vystoupil v opeře Manon v Janově.
Villazón získal řadu významných ocenění, včetně francouzského vyznamenání Les Victoires de la Musique za „Zahraniční objev roku“. V roce 2004 byl oceněn cenou Echo Classics Award za své první sólové album, o rok později cenou Gramophone Classical Music Awards za své druhé album. V současnosti vystupuje úspěšně na všech důležitých operních scénách světa. Vystupuje například v operách v Berlíně, Mnichově a Vídni, v opeře La Scala v Miláně, v Metropolitní opeře v New Yorku nebo na Salcburském festivalu. Dále také v Londýně, Paříži, Baden-Badenu, Lipsku, Římě a jinde. Pravidelně rovněž spolupracuje s významnými dirigenty, jako je Daniel Barenboim nebo Yannick Nézet-Séguin.
Je nositelem Řádu umění a literatury, vyslancem instituce Red Noses Clown Doctors International Charity a členem Vysoké školy patafyziky v Paříži. Působí také jako spisovatel. Zejména je autorem románů Malabares a Paladas de sombra contra la oscuridad, jež byly vydány v němčině, francouzštině a španělštině.
Villazón sklidil velký úspěch při svých dvou koncertech v Praze v letech 2005 a 2007. Po překonané hlasové krizi je Hoffmann v Offenbachově opeře Hoffmannovy povídky nyní jednou z jeho současných rolí.
Před několika lety se stal průvodcem hodinového dokumentu BBC4 What Makes a Great Tenor? V roce 2011 debutoval jako režisér Massenetovy opery Werther ve francouzském Lyonu.

## Diskografie
- 2002 Bludný Holanďan (Der fliegende Holländer od Richarda Wagnera)[12]
- 2002 Romeo a Julie[13]
- 2004 Italské operní árie[14]
- 2004 Berlioz: La Révolution Grecque[15]
- 2005 Merry Christmas[16]
- 2005 Don Carlos (DVD)
- 2005 Nápoj lásky (DVD)[17]
- 2005 La traviata (CD a DVD)[18]
- 2005 Tristan a Isolda (Tristan und Isolde od Richarda Wagnera)[19]
- 2005 Gounod & Massenet Arias[20]
- 2006 Opera Recital[21]
- 2006 Monteverdi: Combattimento[22]
- 2007 Duety: S Annou Netrebko[23]
- 2009 Händel[24]